# Tyndinsky (huyện)
Huyện Tyndinsky (tiếng Nga: Ты́ндинский райо́н) là một huyện hành chính tự quản (raion), của Tỉnh Amur, Nga. Huyện có diện tích 84102 km², dân số thời điểm ngày 1 tháng 1 năm 2000 là 31200 người. Trung tâm của huyện đóng ở Tynda.